# Henrik Ehrsson
Hans Henrik Ehrsson, född 16 maj 1972, är en svensk professor i kognitiv neurovetenskap vid Karolinska Institutet (KI). Tidningen Fokus rankade Ehrsson som den nionde mest produktive och citerade svenska medicinska forskaren 2019. Han forskning har också uppmärksammats i ett flertal dokumentärer.

## Biografi
Henrik Ehrsson läste medicin och doktorerade sedan 2001 vid Karolinska Institutet med en avhandling baserad på studier av hjärnan med fMRI och PET-scanning. Därefter gjorde han en postdok vid University College London. Åter i Sverige blev han docent vid KI 2008 och utsågs till professor i kognitiv neurovetenskap 2013. Hans forskning har fokuserat på de komplexa mekanismer som kroppen använder för att bearbeta olika intryck för att skapa en känsla av ägarskap eller närvaro i den egna kroppen. Förhoppningen är bland annat att kunna skapa bättre integrering mellan användare och artificiella proteser, samt att bättre förstå "stört jag"-begrepp vid vissa psykiska störningar.
Ehrssons över 170 publikationer har citerats över 12 000 gånger.

## Utmärkelser
- 2016 - Mottog han som första pristagare Hans Wigzells forskningsstiftelses vetenskapliga pris för "sin banbrytande forskning om hur våra sinnen kan påverkas att uppleva kroppen."[4]
- 2017 - Göran Gustafssonpriset i medicin för "sina grundläggande och eleganta studier av funktioner i hjärnan kopplade till människans uppfattning av den egna kroppen."[7]
- 2017 - blev en av flera upptagna i rådsprofessorprogrammet av Vetenskapsrådet.[9]
- 2018 - ERC Advanced Grant om upp till 2,5 miljoner euro i anslag över tio års tid.[10]